# أحمد نكار
أحمد نكّار (بالقبائلية: أحمد نكّار، بالتيفيناغ: ⵃⵃⵎⵎⴻⴷ ⵏⴻⴻⴽⴽⴽⴰⵔ، من مواليد 13 مارس 1955 في دلس ببلاد القبائل وتوفي في 14 أبريل 2024 في تيزي وزو بمنطقة القبائل، كان مغنيًا وموسيقيًا ومترجمًا ومؤلفًا للعديد من الأغاني، وكاتبًا وروائيًا ومسرحيًا وشاعرًا ومحررًا لعدة أعمال في منطقة القبائل. كان مؤسس فرقة ”إفغورين“ الموسيقية في السبعينيات، وعضو مؤسس لجمعية تالة الثقافية ومدير دار النشر ”هويتي“ تيزريغين تماجيت .

## سيرة
أحمد نكار، المولود في 13 مارس 1955 في آيت سلغام، ناضل منذ نعومة أظافره دفاعًا عن الثقافة واللغة الأمازيغية. أدى هذا النضال الحماسي إلى سجنه في عام 1976. وهو روائي وشاعر ولغوي ومترجم، كرس حياته للحفاظ على التراث الأمازيغي وتعزيزه.
وهو أحد رواد الأدب القبائلي الحديث، حيث نشر روايته الأولى عام 1999 بعنوان ”يوغر أوسيريغ تافويت“ (دار يوبا الثانية للنشر).
اشتهر لأول مرة كشاعر، حيث بدأ مسيرته الشعرية في عامي 1972-1973 أثناء دراسته في المدرسة الثانوية " عبد الرحمن إيلول " في لاريبا ن أت يراتن ، وهو أيضًا عضو مؤسس في فرقة موسيقى الأغاني الدفاعية IFGUREN. في عام 2012، نشر روايته الثانية "Ger ź ź bra d Yifdisen" (دار نشر Le savoir). في عام 2013، كتب كتابًا مدرسيًا لطلاب المدارس الثانوية بعنوان "Adlis n Tγuri، تعلم وتعليم اللغة القبائلية مع التمارين والتحليلات"، نُشر في مجلة La Pensée. نُشرت روايته الثالثة "Tajeǧǧigt n Meγres" في عام 2015 من قبل Tamagit. وهي ترجمة لرواية "Unexpected Encounter" لموسى بوشاكور. في عام ٢٠١٦، نشر روايته الرابعة "أزِيدْهَ نِتْسِسْت" مع دار تماغيْت. كما أثرى الأدب القبايلي بدليل تعليم الأمازيغية، وكتاب بعنوان "تعلم الأمازيغية الآن"  ، ومسرحية "تيزيري أوسيغنا".
في عام ٢٠١٥، ترجم إلى اللغة القبائلية قصة " حصان السيد سيغان "، المأخوذة من مجموعة " رسائل من طاحونة الهواء " للكاتب الفرنسي ألفونس دوديه (١٨٤٠-١٨٩٧) ، تحت عنوان "تادْت ن ماس. سيغان"  (طبعة الهوية). كما ترجم قصة " رضام ولصوص الرمال " للكاتبة البريطانية ستيفاني بنسون .
كما قام في عام 2015 بترجمة ونشر قصتين قصيرتين تتضمنان قصتين مع دار نشر Editions Identité " جلد الحمار " و" اللص الماهر ". في عام ٢٠١٦، ترجم أيضًا إلى اللغة القبائلية حكاياتٍ مصورة من تأليف مارلين جوبير ، مثل " حديقة الساحرة " و" الفقير والغني ".
"Alluca di tmurt n tirga" هي ترجمة لـ " أليس في بلاد العجائب " للكاتب البريطاني لويس كارول (1832-1898).
في عام ٢٠٢١، ترجم رواية "الخيميائي" لباولو كويلو ، إحدى أشهر الأعمال الأدبية في العالم، إلى اللغة القبائلية  تحت عنوان "أكروران". وقد نال هذه الترجمة جائزة موهيا لأفضل ترجمة أدبية في أوتاوا عام ٢٠٢٢، تحت إشراف جمعية تيريغوا.
توفي أحمد نكار في 14 أبريل 2024 في تيزي وزو  ، ودُفن في قريته.
يرتبط نشاط أحمد نكار ارتباطًا وثيقًا بالدفاع عن اللغة والثقافة الأمازيغية . منذ مراهقته، ناضل بنشاط مع الاتحاد الوطني للأمازيغية (OFB) من أجل الاعتراف بحروف تيفيناغ وتعزيز الهوية القبائلية. في عام ١٩٧٦، اعتقله الأمن العسكري بسبب أنشطته في الدفاع عن القضية الأمازيغية ، ولا سيما لتوعية شباب القبائل بغنى ثقافتهم، وتنديده بـ"أسلمة الجزائر". وكان من بينهم إسماعيل مجابر ومحمد هارون المتهمان بـ "... الأنشطة التخريبية "إنهم يتعرضون للاعتقال والتعذيب  فيما يتصل بالمفجرين المرتبطين بالهجوم على الصحيفة اليومية  المجاهد .

## بعد السجن
بعد إطلاق سراحه، اعتمد استراتيجية جديدة : استخدام الأدب كوسيلة للمقاومة الثقافية. رواياته وقصصه وترجماته ليست أعمالاً أدبية فحسب، بل هي أيضاً أدوات تعليمية للحفاظ على اللغة الأمازيغية وإثرائها. كما أنه يعارض السلطة الجزائرية، وينتقد تنازلات بعض النشطاء الذين ابتعدوا عن المُثُل البربرية من أجل مكاسب مادية.
ساهم مع أصدقائه الناشطين في إنشاء مؤسسات وإبداعات أدبية  ، لتعزيز الهوية الأمازيغية والحفاظ عليها. نشر روايته الأولى "يوغار أوسيريج تافاويت" وفاز بجائزة مولود معمري عام 2001.
أسس أحمد نكار  دار نشر "الهوية" عام 2014 لدعم الكُتّاب القبائليين وترويج أعمالهم باللغة الأمازيغية، في مبادرة نضالية تهدف إلى ترسيخ حضور اللغة الأمازيغية في المشهد الأدبي الجزائري. وتُجسّد أعماله، بالإضافة إلى مسيرته الشخصية، التزامًا راسخًا  بتعزيز الهوية الأمازيغية.

## المنشورات

### روايات
1. يوغار أوسيرج تافاويت، طبعات جوبا 2، الجزائر، 1999 [13] ، Ahmed Nekkar (1999). Yugar ucerrig tafawett (بber). Alger: Juba II. p. 224. ISBN:9961-880-00-5.{{استشهاد بكتاب}}:  صيانة الاستشهاد: لغة غير مدعومة (link)
2. Tudert ger Zzebra d Yifdisen,[14] Editions Identité, تيزي وزو, 2012 ,(ردمك 9789931549239) . أعيد إصداره في عام 2017 .
3. Aẓeḍḍa n Tissist، Editions Identité، تيزي وزو، 2016 .
4. أكروران [15] ( ترجمة الخيميائي ), Éditions Identité، تيزي وزو، 2021(ردمك 978-9931-549-37-6) . أراز محيا [16] .
5. أروم أحرفي [17] (ترجمة الخبز العاري إلى القبائل)، أكسام ن تموسني [18] ، ألمانيا، 2025 . Mohamed Choukri (2025). الخبز الحافي (بالقبيلية). Allemagne: Axxam n Tmusni. p. 204. ISBN:979-8309542550. Retrieved 16/02/2025. {{استشهاد بكتاب}}: تحقق من التاريخ في: |تاريخ-الوصول= (help)

### دراسة اللغة
1. أدليس ن توري (كتاب قراءة) ، فكر، تيزي وزو، 2013 ،(ردمك 978-993-13-5500-7) .
2. تعلم الأمازيغية الآن,[19] Editions Identité, تيزي وزو, 2017 ,(ردمك 978-993-15-4919-2) .

## الملاحظات والمراجع
1. 1 2  Rédaction, La (13 Dec 2017). "Boumerdès". La Dépêche de Kabylie (بfr-FR). Archived from the original on 2025-01-23. Retrieved 2024-11-30.{{استشهاد ويب}}:  صيانة الاستشهاد: لغة غير مدعومة (link)
2. 1 2  Siwel. "Ḥmed Nekkar, yura, yessefra, yessuli tizrigin « Tamagit »" (بfr-FR). Archived from the original on 2025-03-31. Retrieved 2024-09-28.{{استشهاد ويب}}:  صيانة الاستشهاد: لغة غير مدعومة (link)
3. ↑  "L'Expression: Culture - L'Alchimiste de Paulo Coelho en tamazight". L'Expression (بfr-dz). Retrieved 2024-11-30.{{استشهاد ويب}}:  صيانة الاستشهاد: لغة غير مدعومة (link)
4. ↑  Aomar Mohellebi (16 Avril 2024). "L'écrivain Ahmed Nekkar n'est plus". journal électronique (بالفرنسية). Archived from the original (web) on 2025-01-25. {{استشهاد بدورية محكمة}}: تحقق من التاريخ في: |تاريخ= (help)
5. ↑  Khellaf, Tahar (29 Nov 2017). "Ancien détenu dans les geôles du FLN : Ahmed Nekar réédite son roman « Ger debra d yefdisen »". Tamurt | Votre lien avec la kabylie (بfr-FR). Archived from the original on 2025-01-23. Retrieved 2024-11-29.{{استشهاد ويب}}:  صيانة الاستشهاد: لغة غير مدعومة (link)
6. ↑  "El Watan". African Studies Companion Online. اطلع عليه بتاريخ 2024-11-30.
7. ↑  Rédaction, La (11 Apr 2021). "Deg ubrid n talwit, akked ukabar n FFS di... 1978". Le Matin d'Algérie (بfr-FR). Archived from the original on 2025-01-23. Retrieved 2024-11-30.{{استشهاد ويب}}:  صيانة الاستشهاد: لغة غير مدعومة (link)
8. ↑  Siwel. "Proposition / En hommage aux militant (e)s de la cause amazighe : Un Jour de Mémoire Amazighe / Par Smail Medjeber" (بfr-FR). Archived from the original on 2025-01-23. Retrieved 2024-11-30.{{استشهاد ويب}}:  صيانة الاستشهاد: لغة غير مدعومة (link)
9. ↑  Madjeber, Smaïl (1 May 2006). ABC AMAZIGH: Une expérience éditoriale en Algérie (1996-2001) - Volume 2 (بالفرنسية). Editions L'Harmattan. ISBN:978-2-296-14924-3. Archived from the original on 2025-01-23. Retrieved 2024-11-30.
10. ↑  "De nombreux écrivains dédicacent leurs livres". vitaminedz.com (بالفرنسية). Archived from the original on 2025-01-23. Retrieved 2024-11-30.
11. ↑  "Premier jour du SILA 2015 : vente-dédicace au stand du Haut Commissariat à l'Amazighité". HCA CMS (بالفرنسية). Archived from the original on 2025-01-23. Retrieved 2024-11-30.
12. ↑  Rédaction, La (31 Jan 2021). " Yal tikkelt mi ara aɣen adlis, d tutlayt-nsen iwumi ara fken tudert". La Dépêche de Kabylie (بfr-FR). Archived from the original on 2025-01-23. Retrieved 2024-11-30.{{استشهاد ويب}}:  صيانة الاستشهاد: لغة غير مدعومة (link)
13. ↑  Ahmed Nekkar (1999). Yugar ucerrig tafawett (بber). Alger: Juba II. p. 224. ISBN:9961-880-00-5.{{استشهاد بكتاب}}:  صيانة الاستشهاد: لغة غير مدعومة (link)
14. ↑  Nekkar, Ḥmed (2012). Ger ẓẓebra d yifḍisen (بالإنجليزية). Editions Le Savoir. ISBN:978-9947-831-42-7. Archived from the original on 2025-02-15. Retrieved 2024-11-22.
15. ↑  Akli (24 Aug 2020). "Ass-a d amulli n Paulo Coelho : Ungal-is « L'Alchimiste » yeffeγ-d s teqvaylit". VAVA innova (بfr-FR). Retrieved 2024-11-22.{{استشهاد ويب}}:  صيانة الاستشهاد: لغة غير مدعومة (link)
16. ↑  Rédaction, La (3 Aug 2022). "Les lauréats des prix littéraires de la fondation Tiregwa (édition 2972/2022)". Le Matin d'Algérie (بfr-FR). Archived from the original on 2024-09-16. Retrieved 2024-11-22.{{استشهاد ويب}}:  صيانة الاستشهاد: لغة غير مدعومة (link)
17. ↑  "Le Pain nu du Rifain Mohammed Choukri traduit en kabyle par Ahmed Nekkar – Kabyle.com". kabyle.com (بfr-FR). 15 Feb 2025. Retrieved 2025-02-16.{{استشهاد ويب}}:  صيانة الاستشهاد: لغة غير مدعومة (link)
18. ↑  "AXXAM n TMUSNI". AXXAM N TMUSNI (بfr-FR). 22 Jan 2022. Archived from the original on 2025-03-17. Retrieved 2025-02-16.{{استشهاد ويب}}:  صيانة الاستشهاد: لغة غير مدعومة (link)
19. ↑  Nekkar, Ḥmed (2017). Apprendre Tamazight maintenant (بالفرنسية). Editions Identité, Tizrigin Tamagit. ISBN:978-9931-549-19-2. Archived from the original on 2025-02-20. Retrieved 2024-11-22.